# BEST MIX!
『BEST MIX!』（ベスト・ミックス）は、2011年12月21日に発売されたINFINITY16のMIXアルバム。

## 概要
- これまでにリリースしてきたシングル・アルバム楽曲の中から全20曲をTELA-Cが厳選したMIXアルバム。
- 10thシングル「KAKUGO」と同時発売となった。

## 収録曲
1. INTRO
イントロ。
2. INFINITY 16 ANTHEM
インストゥルメンタル曲。
3. INFINITY 16 只今参上!! welcomez GOKI
6thシングル『Dream Believer 〜星に願いを〜』のカップリング。
4. HIGHER welcomez JAMOSA
3rdアルバム『LOVE』収録。
5. WHO GOD BLESS... welcomez HAN-KUN from 湘南乃風
3rdアルバム『LOVE』収録。
6. 輝きをもう一度 welcomez VERBAL(m-flo),MUNEHIRO
2ndアルバム『Welcomez』収録。
7. ジェラシー welcomez JESSE from RIZE
4thシングル。
8. LONELY BOY welcomez RIDDIM HUNTER
3rdアルバム『LOVE』収録。
9. DON'T CRY welcomez Spontania
3rdアルバム『LOVE』収録。
10. SMILE welcomez JAMOSA
2ndアルバム『Welcomez』収録。
11. 真夏のオリオン welcomez MINMI,10-FEET
2ndシングル。
12. SKIT
スキット
13. STILL IN LOVE welcomez DOUBLE
3rdアルバム『LOVE』収録。
14. ごめんね welcomez YU-A
3rdアルバム『LOVE』収録。
15. LOVIN' YOU welcomez 導楽
2ndアルバム『Welcomez』収録。
16. 伝えたい事がこんなあるのに welcomez 若旦那 from 湘南乃風 & JAY'ED
7thシングル。
17. 真冬のオリオン welcomez MINMI & 西野カナ
ベストアルバム『INFINITY16 BEST』収録。
18. いつまでもメリークリスマス welcomez SHOCK EYE from 湘南乃風,MUNEHIRO
3rdシングル。
19. T・R・Y welcomez SHINGO☆西成
1stアルバム『Foundation Rock』収録。
20. SHOOTING STAR welcomez RED RICE from 湘南乃風
2ndアルバム『Welcomez』収録。
21. Dream Lover welcomez 湘南乃風,MINMI,MOOMIN
1stシングル。
22. REVOLUTION welcomez 土屋アンナ
3rdアルバム『LOVE』収録。

| スタブアイコン | サブスタブ | この項目は、まだ閲覧者の調べものの参照としては役立たない、アルバムに関連した書きかけの項目です。この項目を加筆・訂正などしてくださる協力者を求めています（P:音楽/PJ:アルバム）。 |